# Харіє
Харіє (словен. Harije) — поселення в общині Ілірська Бистриця, Регіон Нотрансько-крашка, Словенія. Висота над рівнем моря: 515,2 м.